# Ржевский кремль
Ржевский кремль — исторический центр и укреплённое ядро Ржева.

## История
Ржевский кремль существовал в XIII—XVII веках и находился на левом берегу Волги при впадении в неё речки Холынки. Был построен по сложно-мысовой схеме у крутых берегов обеих рек. Первые укрепления возникли здесь в древнерусскую эпоху. Древний детинец имел размеры 50×50 м, а расположенный рядом окольный город — 50x100 м. Согласно летописи, в 1408 году повелением великого князя Московского на горе, позже названной Соборной, «был заложен и срублен Верхний город». К Верхнему городу с северо-запада примыкал укреплённый Нижний город — территория современной Советской площади.
В течение времени деревянный Ржевский кремль не раз горел и к концу XVII века после очередного сильного пожара, а также в связи с Вечным миром с Речью Посполитой так и не был восстановлен. В наше время от кремля сохранились только валы, с западной стороны прослеживаются также остатки рва.
В центре Ржевского кремля стояла Успенская церковь (позже собор). Теперь в центре стоит обелиск освободителям.
Следы городища были обследованы Э. А. Рикманом и Л. В. Алексеевым.

## Галерея

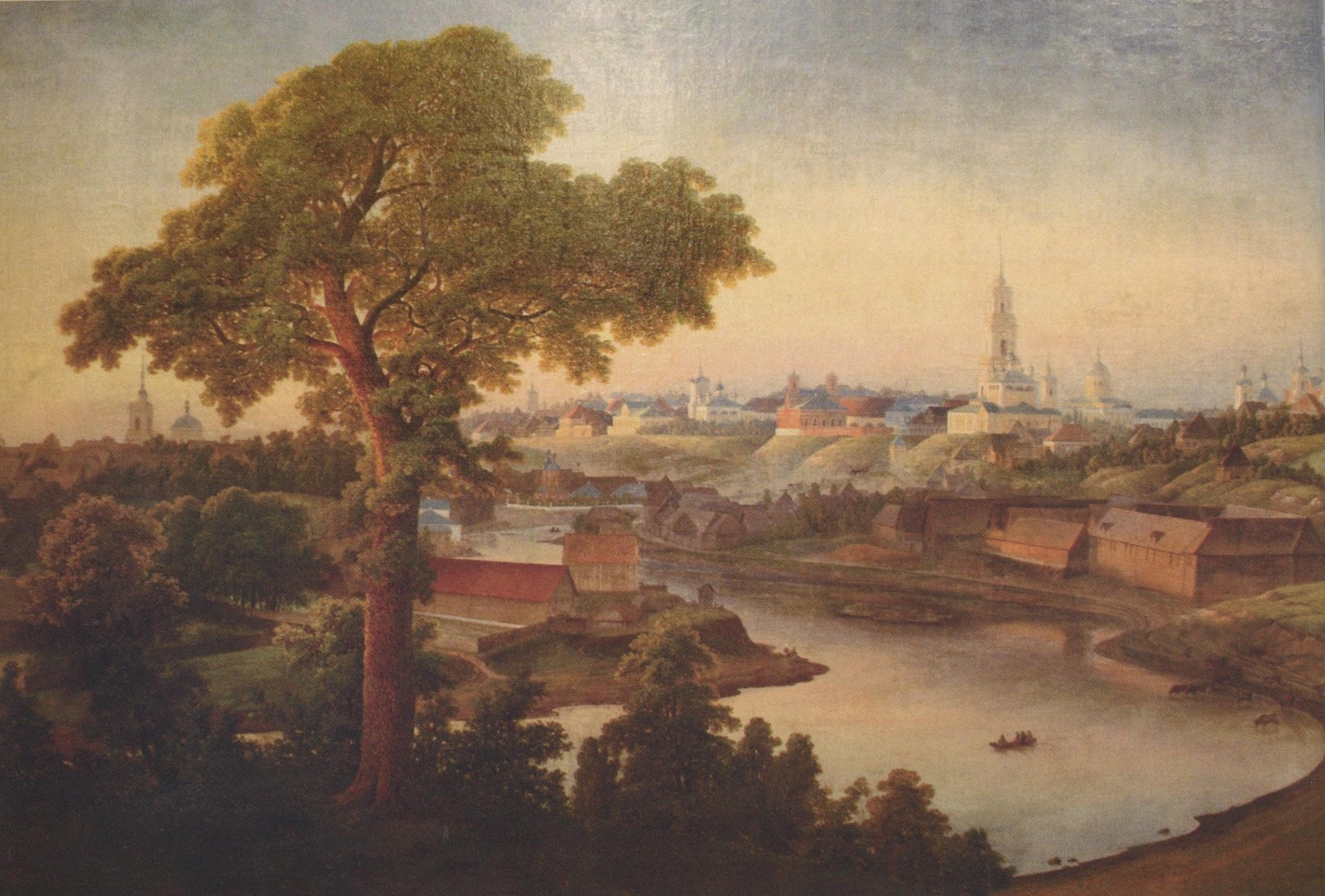
А. Я. Волосков. «Вид Ржева». 1856 год
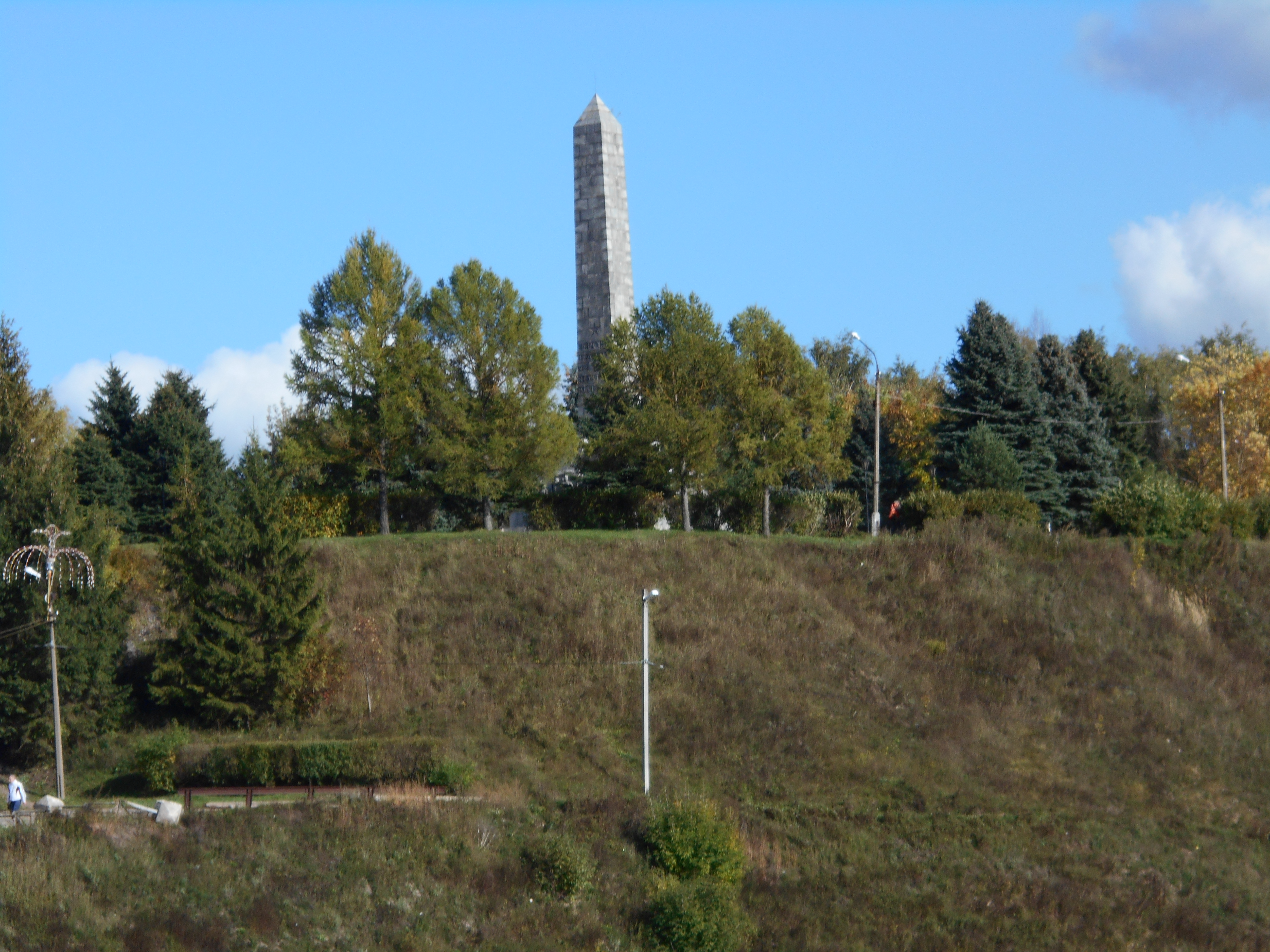
Вид Соборной горы сегодня